# Frontière entre l'Indonésie et la Thaïlande
La frontière entre l'Indonésie et la Thaïlande est entièrement maritime et se situe dans la mer d'Andaman en Océan Indien. 
En décembre 1971, un accord bilatéral fixe la frontière dans la partie nord du détroit de Malacca et dans mer d'Andaman comme une ligne droite tracée à partir d'un point dont les coordonnées sont la latitude 6° 21'.8 N 97° 54'0 E dans une direction ouest jusqu'à un point dont les coordonnées sont latitude 7° 05' 0.8 N longitude 96° 36' 0.5 E.
Par un accord signé le 21 décembre 1971, les Gouvernements de l'Indonésie, de la Malaisie et de la Thaïlande ont établi le tripoint de leurs frontières maritimes ; le "point commun" des trois frontières maritimes, situé à 5° 57' N. et 98° 01.5'E. et il n'a pas été déterminé sur la base de l'équidistance, car il est situé par rapport aux lignes de base respectives comme suit:
- distance avec l'Indonésie : 52 MN du Cap Jambu Ayer
- distance avec la Malaisie: 98,9 MN de la pointe Langkawi
- distance avec la Thailande: 76,1MN de Ko Butang

Un traité trilatéral définit ultérieurement le tri-point en juin 1978 avec l'Inde au point 7° 47′ 00″ N, 95° 31′ 48″ E.